# Pasites bicolor
Pasites bicolor är en biart som beskrevs av Heinrich Friese 1900. Pasites bicolor ingår i släktet Pasites och familjen långtungebin. Inga underarter finns listade i Catalogue of Life.